# Otto Armin
John Otto Armin (* 22. Mai 1943 in Winnipeg) ist ein kanadischer Geiger und Musikpädagoge.
Armin hatte von 1946 bis 1954 den ersten Violinunterricht bei seinem Vater Jay Armin. Von 1954 bis 1961 studierte er bei Carl Chase in Detroit, von 1962 bis 1964 bei  Josef Gingold an der Indiana University und von 1967 bis 1970 bei Lorand Fenyves in Toronto. Zwischen 1955 und 1963 unternahm er als Erster Geiger des Armin String Quartet zwei Tourneen durch Kanada und hatte Auftritte im Rundfunk und Fernsehen. 1961 war das Quartett Resident Quartet der Indiana University. Er gewann den ersten Preis beim CBC Talent Festival (1965), den dritten Preis beim Internationalen Violin-Wettbewerb Jan Sibelius (Helsinki 1971) und erreichte den sechsten Platz beim Internationalen Carl Flesch Wettbewerb (London 1972). Von 1967 bis  1970 unterrichtete er am Conservatoire de musique du Québec, von 1968 bis 1974 an der McGill University und von 1974 bis 1978 beim National Youth Orchestra.
Nach seinem professionellen Debüt als Geiger 1964 beim Victoria Symphony Orchestra gehörte er 1964–65 dem Cleveland Orchestra und dem Stratford Festival Orchestra und von 1966 bis 1969 dem Montreal Symphony Orchestra an. Von 1967 bis 1969 war er Erster Geiger des CBC Rundfunkorchesters Montreal, von 1974 bis 1977 des Hamilton Philharmonic Orchestra. 1976 unternahm er mit der Pianistin Marie-Paule Hudon eine Tournee durch Belgien und Frankreich. 1977 wurde er Konzertmeister des Philharmonischen Staatsorchesters Hamburg, 1980 des Radiosinfonieorchesters Stuttgart. Daneben trat er als Solist mit verschiedenen kanadischen Orchestern auf, gab Recitals in Europa und gehörte 1976–77 den Armin Electric Strings an. 1977 übersiedelte er nach Deutschland.
1990 spielte Armin Alban Bergs Violinkonzert mit dem Orchestre métropolitain und Beethovens Violinkonzert mit dem Kitchener-Waterloo Symphony Orchestra, 1991 Mendelssohns Violinkonzert mit dem Hamilton Philharmonic Orchestra. Außerdem trat er auch mit dem Canadian Chamber Ensemble unter Raffi Armenian auf. Neben zeitgenössischen Werken (darunter der Uraufführung von Clermont Pépins Monade IV: Réseaux) spielt er häufig kleine Stücke für Violine und Orchester des 19. Jahrhunderts.